# Combatant Mountain
Der Combatant Mountain, auch Mount Combatant genannt, ist ein 3762 m hoher Berg mit einer Schartenhöhe von 242 m in der kanadischen Provinz British Columbia, im Cariboo Regional District.

## Beschreibung
Der Combatant Mountain liegt in der Waddington Range der Coast Mountains in einem entlegenen Wildnisgebiet, das nur wenige Menschen aufsuchen. Er befindet sich 152 km nördlich der Gemeinde Campbell River und 2,38 km nordöstlich des Mount Waddington, des höchsten Gipfels der Coast Mountains. Der nächsthöhere Gipfel ist der Mount Tiedemann in 0,51 km Entfernung. Der Combatant ist der dritthöchste Gipfel des Coast Mountains, der siebenthöchste in British Columbia und in der Liste der höchsten Berge Kanadas an 33. Stelle zu finden.
Das Niederschlagswasser und das Schmelzwasser der Gletscher entwässert über den Homathko River in das  Bute Inlet. Die Höhenunterschiede im Relief sind beachtenswert, denn der Gipfel ragt 1.360 m über den Tiedemann-Gletscher auf, der sich in 1,5 km Entfernung befindet. Am Combatant Mountain finden sich einige der herausforderndsten und bekanntesten Fels-Kletterrouten der Waddington Range.
| Mount Hickson    | Chaos Glacier | Damocles Peak     |
| Scimitar Glacier |               | Mount Tiedemann   |
| Mount Waddington | Bravo Peak    | Tiedemann Glacier |

## Geschichte
Ein den Gipfel als „Mt. Combatant“ bezeichnendes Foto wurde 1929 im Canadian Alpine Journal veröffentlicht.
Die Erstbesteigung erfolgte 1933 durch Don Munday, Phyllis Munday, Hans Fuhrer und Henry S. Hall Jr.
Der Name „Combatant Mountain“ wurde 1948 durch den Bergsteiger Don Munday bestimmt, und das Toponym wurde am 5. Oktober 1950 durch das Geographical Names Board of Canada offiziell anerkannt. Munday schrieb, dass sich der der Gipfel als „schlanke, ziemlich symmetrische Form präsentiert, ... ein Paar fahl rötlicher Pfeiler stützt den Zwillingsgipfel, und eine schräge Ebene von einiger Breite bricht die Kontinuität des östlichen Pfeilers, der ansonsten klar aus dem Tiedemann Glacier emporsteigt. Der Combatant beansprucht aufgrund seiner Einfachheit und Einheitlichkeit im Ausdruck seines Strebens einen Platz unter den klassischen Berg-Architekturen.“
Der Skywalk ist eine klassische Kletterroute am Südwest-Pfeiler, die erstmals 1982 durch Scott Flavelle und Dave Lane begangen wurde.
Der Süd-Pfeiler wurde erstmals im August 1994 durch Greg Child, Greg Collum und Steve Mascioli über eine von ihnen Belligerence getaufte Route bestiegen.

## Klima
In Bezug auf die Klimaklassifikation nach Köppen und Geiger herrscht am Combatant Mountain ein Dauerfrost-Klima (EF). Die meisten Wetterfronten stammen vom Pazifik und bewegen sich ostwärts auf die Coast Mountains zu, wo sie durch die Berge zum  Aufsteigen (Windstau) gezwungen werden, was wiederum dazu führt, dass die enthaltene Feuchtigkeit in Form von Regen oder Schnee abgegeben wird. Im Ergebnis führt das zu hohen Niederschlägen in den Coast Mountains, insbesondere zu starken Schneefällen im Winter. Die Temperaturen können unter −20 °C fallen, unter Berücksichtigung von Windchill-Einfluss unter −30 °C. Dieses Klima nährt die Gletscher Chaos, Radiant und Tiedemann rings um den Combatant Mountain.

## Galerie

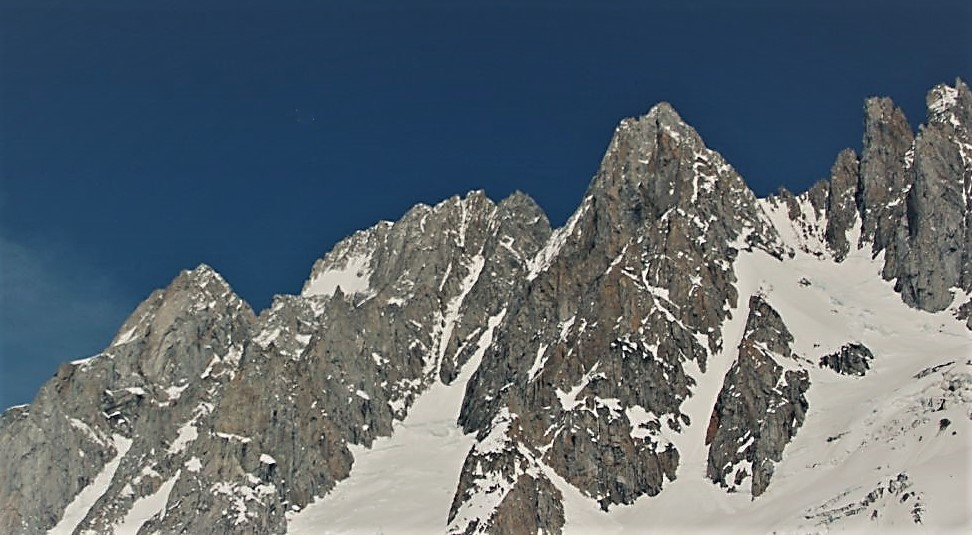
Von links nach rechtsː Combatant Mountain, Mount Tiedemann, Asperity Mountain, Serra Peaks